# Live Earth

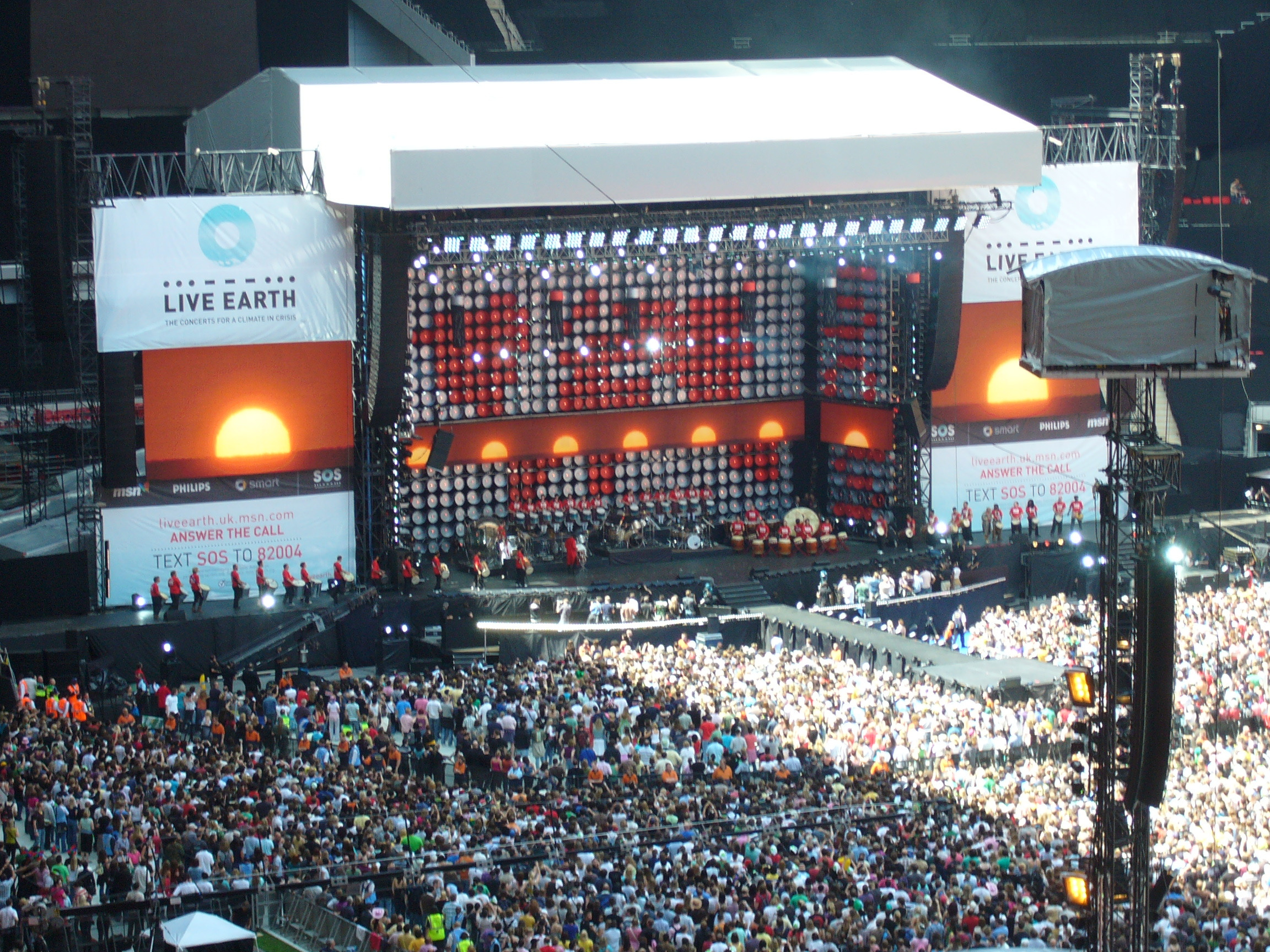
Live Earth en el Estadio Nuevo Wembley.

Live Earth es el nombre de una serie de conciertos de beneficencia de pop y rock presentando a varios artistas, que tuvo lugar el sábado 7 de julio de 2007 para dar causa al calentamiento global. Los conciertos tuvieron la intención de juntar a más de 150 de los artistas musicales más populares del mundo y atraer a una audiencia mundial de dos mil millones de personas, haciéndolo uno de los eventos globales más grandes de la historia.
La organización paraguas del evento es el nuevo movimiento global bajo el nombre de Save Our Selves (SOS), fundada por Kevin Wall, e incluye como principales asociados, al ex Vicepresidente de los Estados Unidos Al Gore, la organización Alliance for Climate Protection, MSN y Control Room, una compañía productora de conciertos que dirige el Live Earth. Además, contaron con un amplio apoyo propagandístico de parte de MTV. Su logo/marca registrada es SOS escrito en código Morse. A diferencia de los eventos musicales múltiples similares como el Live 8, el cual era gratuito, el Live Earth cobró por la entrada, pero el evento fue transmitido vía televisión e internet.

## Antecedentes
Los planes para el Live Earth fueron anunciados en un evento de prensa en Los Ángeles el 15 de febrero de 2007, por el ex Vicepresidente de los Estados Unidos Al Gore y otras celebridades activistas. La inspiración por promover la causa usando el vehículo de los conciertos a beneficio viene de varios eventos similares realizados los últimos 25 años incluyendo los conciertos del Live Aid (1985) y el Live 8 (2005) y será el show más largo pasando a los récords mundiales.
En adición a la mayor conciencia del calentamiento global, el 28 de junio de 2007, fue revelado que el Live Earth es el evento inicial del Live Earth Call to Action (Llamada a la acción del Live Earth). Durante los conciertos la gente será llamada a apoyar el siguiente manifiesto de 7 puntos:
- Demandar que mi país acepte el tratado internacional dentro de los 2 próximos años que reduce la contaminación del calentamiento global en un 90% en los países desarrollados y en más de la mitad del mundo a tiempo para que la próxima generación herede un mundo más limpio.
- Tomar acción personal para ayudar a solucionar la crisis climática reduciendo mis propias emisiones de CO2 lo máximo que pueda y contrarrestar el resto para llegar a la neutralidad del carbono.
- To fight for a moratorium on the construction of any new generating facility that burns coal without the capacity to safely trap and store the CO2;
- Trabajar por un espectacular aumento en la eficencia energética de mi casa, lugar de trabajo, escuela, lugar de culto y formas de transporte.
- Pelear por leyes y pólizas que expandan el uso de Energía renovable y reducir la dependencia en aceite y petróleo
- Plantar nuevos árboles y unirse con otros para preservar y proteger los bosques.
- To buy from businesses and support leaders who share my commitment to solving the climate crisis and building a sustainable, just, and prosperous world for the 21st century.

## Conciertos
Los organizadores pensaron en presentar conciertos en los siete continentes. Ellos han establecido que los lugares de presentación utilizarán generación de poder in situ, métodos eficientes de utilización de la energía y facilidades de gestión sostenible en un esfuerzo por minimizar el impacto ambiental.
| Ciudades participantes. |                                     |                |           |
| África                  |                                     |                |           |
| Coca Cola Dome          | Randburg cerca de Johannesburgo     | Sudáfrica      |           |
| Norteamérica            |                                     |                |           |
| Giants Stadium          | East Rutherford cerca de Nueva York | Estados Unidos |           |
| National Mall           | Washington D. C.                    | Estados Unidos |           |
| Sudamérica              |                                     |                |           |
| Playa de Copacabana     | Río de Janeiro                      | Brasil         |           |
| Asia                    |                                     |                |           |
| Makuhari Messe          | Chiba cerca de Tokio                | Japón          |           |
| Tō-ji                   | Kioto                               | Japón          |           |
| Oriental Pearl Tower    | Shanghái                            | China          |           |
| Oceanía                 |                                     |                |           |
| Sídney Football Stadium | Sídney                              | Australia      |           |
| Europa                  |                                     |                |           |
| Estadio Nuevo Wembley   | Londres                             | Reino Unido    |           |
| HSH Nordbank Arena      | Hamburgo                            | Alemania       |           |
| Antártica               |                                     |                |           |
| Base Rothera            | Territorio Antártico Británico      | Antártida      | Antártida |

## Horarios
Conciertos ordenados por la hora EDT.
| Lugar                                        | Inicio (hora local) | Inicio (hora EDT) |
| -------------------------------------------- | ------------------- | ----------------- |
| Sídney, Australia (Aussie Stadium)           | 11:10 A.M. 7/7      | 9:10 P.M. 6/7     |
| Tokio, Japón (Makuhari Messe)                | 12:00 P.M. 7/7      | 11:00 P.M. 6/7    |
| Shanghái, China (Oriental Pearl Tower)       | 7:00 P.M. 7/7       | 7:00 A.M. 7/7     |
| Hamburgo, Alemania (HSH Nordbank Arena)      | 2:00 P.M. 7/7       | 8:00 A.M. 7/7     |
| Londres, Inglaterra (Wembley Stadium)        | 1:30 P.M. 7/7       | 8:30 A.M. 7/7     |
| Kioto, Japón (Templo To-Ji)                  | 11:00 P.M. 7/7      | 10:00 A.M. 7/7    |
| Washington D. C., EE. UU. (National Mall)    | 10:30 A.M. 7/7      | 10:30 A.M. 7/7    |
| Johannesburgo, Sudáfrica (Coca Cola Dome)    | 6:00 P.M. 7/7       | 12:00 P.M. 7/7    |
| Nueva York, EE. UU. (Giants Stadium)         | 2:30 P.M. 7/7       | 2:30 P.M. 7/7     |
| Río de Janeiro, Brasil (Playa de Copacabana) | 4:00 P.M. 7/7       | 3:00 P.M. 7/7     |
| Base Rothera, Antártica                      | TBA                 | TBA               |

## Transmisión

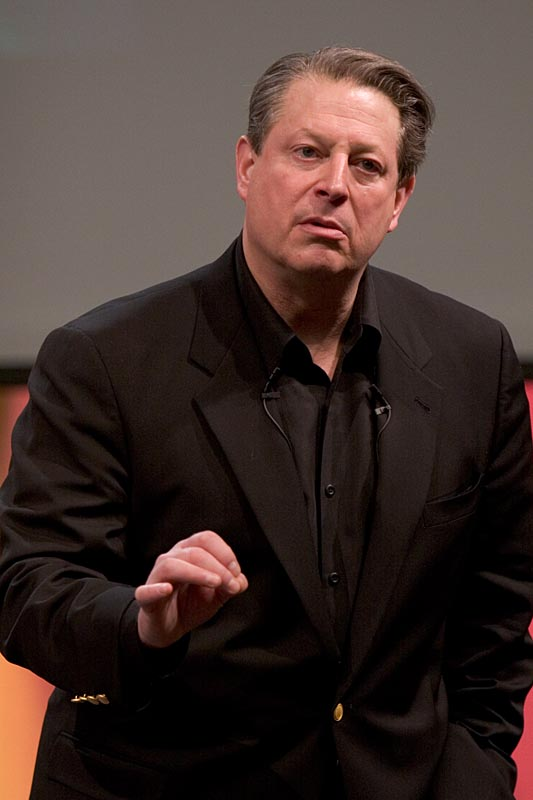
Al Gore dando una charla sobre calentamiento global el 7 de abril de 2007.

De acuerdo con los organizadores, los conciertos fueron transmitidos en alrededor de 120 cadenas de televisión alrededor del mundo:
- Alemania: ProSieben, N24, ARD-Radio member stations
- Argentina: Canal 13, Todo Noticias, Volver, Radio Mitre
- Australia: FOX8 , Channel [V] y Max Channel, NineMSN (vía internet), 2Day FM (vía radio).
- Bélgica: Jim
- Brasil: Rede Globo, Multishow
- Bulgaria : bTV (Bulgaria)
- Canadá: CTV, MuchMusic, MuchMoreMusic, Bravo!, Star!, CHUM Radio
- Chile: MTV Latinoamérica, FM Hit, Rock & Pop
- Colombia: Caracol Televisión, City TV, La FM, MTV Latinoamérica
- China: Shanghai Media Group, Dragon TV
- Costa Rica: Extra TV42
- Dinamarca: DR2
- Emiratos Árabes Unidos: Dubai 92
- España: Canal+ 2, Canal+ Móvil
- Estados Unidos: NBC, Universal HD, The Sundance Channel, Bravo, Telemundo, mun2, CNBC, MSNBC, Premiere Radio Networks, Sirius Satellite Radio, XM Satellite Radio, WORLDSPACE Satellite Radio, Radio Express, Music HD
- Finlandia: YLE Extra, Yle TV2, YleX
- Francia: Metropole 6, W9, MTV France
- Gibraltar: GBC
- Hong Kong: TVB Jade, TVB Pearl, TVBM
- Hungría: Cool TV, RTL Klub
- Islandia: Skjár einn, Reykjavík FM 101,5
- India: VH1, Radio Indigo 91.9 FM
- Irlanda: RTÉ Two
- Israel: Israel 10
- Italia: MTV Italia, La7
- Japón: NHK, Fuji Television
- Macedonia del Norte: A1 TV
- Malasia: 8TV (Shanghái), NTV7 (Londres).
- México: SKY México, TV Azteca, MTV Latinoamérica.
- Nueva Zelanda: C4, The Edge, 1XX
- Noruega: NRK1, NRK2
- Países Bajos: Nederland 3 (BNN, NOS) TMF Netherlands, MTV Netherlands,[6] 3FM
- Pakistán: The Musik
- Polonia: RMF FM TVP Kultura
- Perú: Telestereo 88 FM, MTV Latinoamérica
- Portugal: RTP
- Reino Unido: BBC, BBC HD, BBC Radio 1
- República Checa: Česká televize
- Serbia: RTS 2
- Singapur: MediaCorp TV Channel 5
- Sri Lanka: Yes FM (MBC Radio Network)
- Suiza : TSR2, SF zwei, DRS3
- Suecia: SVT2, SVT HD
- Taiwán: PTS
- Turquía: NTV
- Uganda: Touch FM
- Uruguay: Océano FM 93.9 y Monte Carlo Televisión
- Venezuela: Venevisión y MTV Latinoamérica
- Global: MSN

## Participantes
| - The S.O.S. Allstars - Roger Taylor - Genesis - Razorlight - Snow Patrol - Damien Rice & David Gray - Kasabian - Paolo Nutini - Jason Derülo - Black Eyed Peas - John Legend - Duran Duran - Red Hot Chili Peppers - Bloc Party - Corinne Bailey Rae - Terra Naomi - Keane - Metallica - Spinal Tap - James Blunt - Beastie Boys - Pussycat Dolls - Foo Fighters - Madonna Presentadores: - Alan Carr - Boris Becker - Chris Moyles - Didier de los Santos Tovar - Eddie Izzard - Gerard Butler - Geri Halliwell - Chris Rock - Jonathan Ross - June Sarpong - Kyle MacLachlan - Ryan Bonifacino - Ricky Gervais - Rob Reiner - Russell Brand - Terence Stamp | - Kenna - KT Tunstall - Taking Back Sunday - Keith Urban y como invitada especial Alicia Keys - Ludacris - AFI - Fall Out Boy - Akon - John Mayer - Melissa Etheridge - Alicia Keys - Dave Matthews Band - Kelly Clarkson - Kanye West - Bon Jovi - The Smashing Pumpkins - Roger Waters - The Police y como invitados especiales John Mayer y Kanye West Presentadores: - Kevin Bacon - Leonardo DiCaprio - Al Gore - Dhani Jones - Petra Nemcova - Zach Braff - Randy Jackson - Rachel Weisz - Jane Goodall - Abigail y Spencer Breslin - Rosario Dawson - Robert Kennedy, Jr. - Cameron Diaz - Alec Baldwin - Blues Nation - Garth Brooks - Native Roots - Yarina - Trisha Yearwood - Linkin Park Presentadores: - Al Gore |

| - Blue King Brown - Toni Collette & the Finish - Sneaky Sound System - Ghostwriters - Paul Kelly - Eskimo Joe - Missy Higgins - The John Butler Trio - Wolfmother - Jack Johnson - Crowded House Presentadores: - Peter Garrett - Jimmy Barnes - Hamish & Andy - Tim Ross - Adam Spencer - Ian Thorpe | - Danny K - Angelique Kidjo - Baaba Maal - Vusi Mahlasela - The Parlotones - The Soweto Gospel Choir - Joss Stone - UB40 - Zola Presentadores: - Naomi Campbell - DJ Suga |

| - Genki Rockets - RIZE - Ayaka - Ai Otsuka - AI - Xzibit - Abingdon Boys School - Cocco - Linkin Park - Kumi Kōda - Rihanna Presentadores: - Ken Watanabe | - Rip Slyme - UA - Bonnie Pink - Michael Nyman - Yellow Magic Orchestra |

| - Shakira y como invitado especial Gustavo Cerati - Enrique Iglesias - Snoop Dogg - Roger Cicero - MIA. - Sasha - Stefan Gwildis - Marquess - Maria Mena - Lila Downs - Silbermond - Michael Mittermeier - Chris Cornell - Jan Delay - Juli - Katie Melua - Lotto King Karl - Mando Diao - Reamonn con Ritmo Del Mundo - Revolverheld - Samy Deluxe - Yusuf Islam/Cat Stevens Presentadores: - Katarina Witt - Bianca Jagger - Gülcan Karahancı | - Xuxa - Jota Quest - MV Bill - Marcelo D2 - Pharrell Williams - O Rappa - Macy Gray - Jorge Ben Jor - Lenny Kravitz - Resorte |

| - Evonne Hsu - Anthony Wong - Soler - Huang Xiao Ming - 12 Girls Band - Joey Yung - Winnie Hsin - Sarah Brightman - Wang Xiao Kun - Eason Chan - Wang Chuang Jun - Wang Rui - Pu Ba Jia | - Nunatak |